# Bellingcat

Logo von Bellingcat

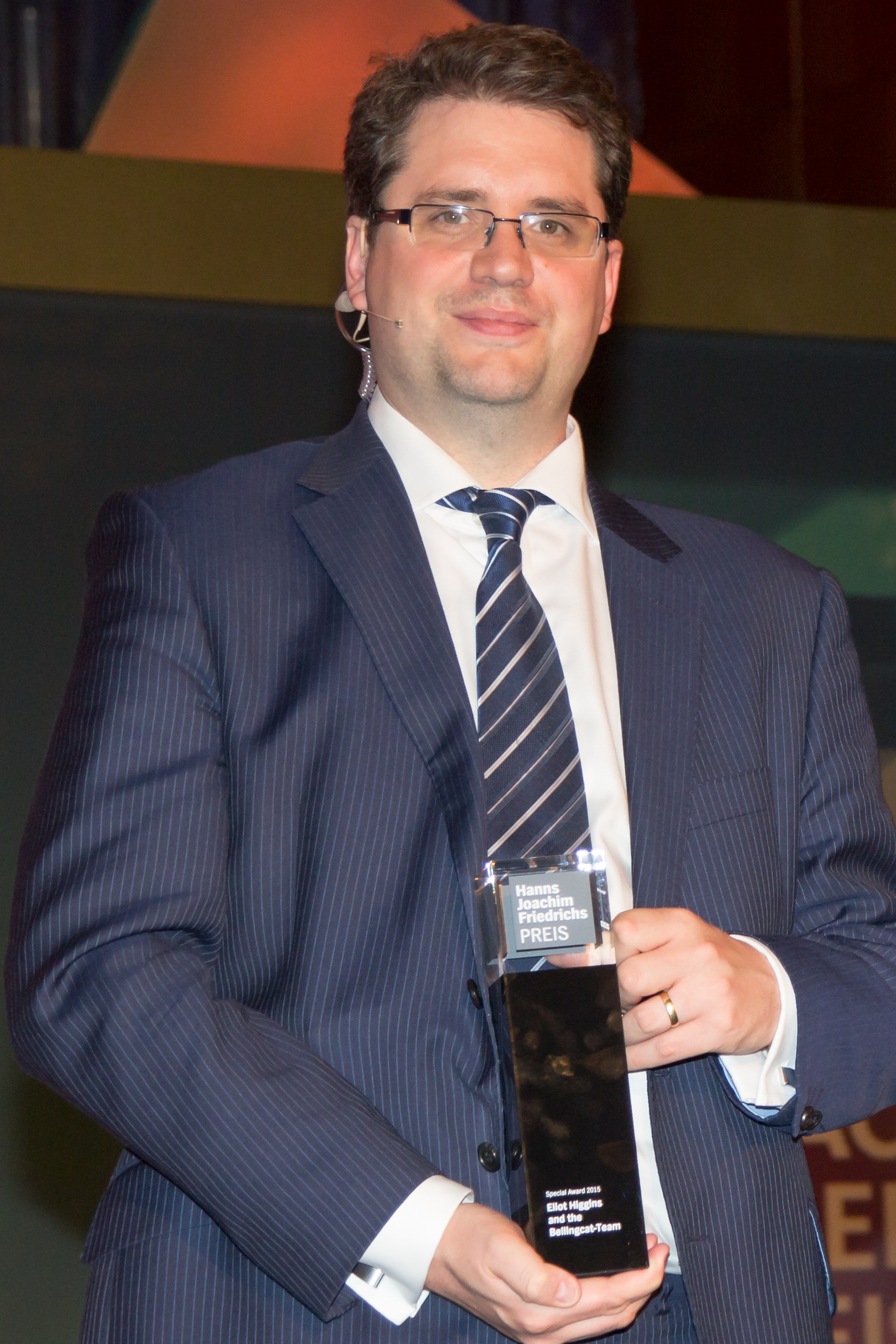
Eliot Higgins bei der Verleihung des Hanns-Joachim-Friedrichs-Preises 2015

Bellingcat (stilisierte Eigenschreibweise auch bell¿ngcat) mit Sitz in Amsterdam (NL) ist ein nicht-staatliches investigatives Recherchenetzwerk um den Netzaktivisten Eliot Higgins, das sich auf den Faktencheck und Open Source Intelligence (OSINT) spezialisiert, insbesondere im Bereich Menschenrechtsverletzungen, Kriegsverbrechen und Finanzkriminalität.
Nach der Gründung im Juli 2014 begann Bellingcat den Einsatz von Waffen im Bürgerkrieg in Syrien zu untersuchen. Aufsehen erregte die Analyse der Bewegungen des Raketenwerfers beim Abschuss der Passagiermaschine MH-17 im Krieg in der Ukraine. Bellingcat führte u. a. Recherchen zur Identifizierung der Täter im Fall Skripal wie auch zur Nachverfolgung der Bewegungen russischer Geheimagenten bei den Vergiftungsversuchen von Alexei Nawalny oder Dmitri Bykow.

## Name
Der Name leitet sich von der englischen Redewendung belling the cat (der Katze eine Schelle umhängen) ab. Diese geht auf eine mittelalterliche Fabel zurück. Darin beraten die Mäuse, wie sie die Katze ungefährlich machen können. Eine schlägt vor, ihr eine Glocke um den Hals zu hängen; aber es findet sich keine Maus, die dies auch tut. In einem Interview mit der Süddeutschen Zeitung vom 1. März 2021 betonte Higgins: 

„Wir Menschen werden immer gegen das Schlechte und gegen Desinformation ankämpfen. […] Es wird aber auch immer eine Gegenöffentlichkeit geben, die glaubt, dass die Realität nicht real ist.“

## Geschichte
Eliot Higgins begann im März 2012 den Brown Moses Blog, dessen Namen er einem Frank-Zappa-Song entlehnte. Seine Recherchen stützten sich auf Videos aus dem syrischen Bürgerkrieg. Er sah sich Hunderte dieser kurzen, im Internet verbreiteten Clips an, lokalisierte sie und untersuchte Details zu den eingesetzten Waffen. So konnte er bestätigen, dass der Vorwurf der Kriegsgegner stimmt, dass das Baath-Regime Streubomben und chemische Waffen einsetzt.
Im Juli 2014 rief der Blogger mit Hilfe privater Finanzierungsbeiträge, die er im Rahmen einer Kampagne auf der Crowdfunding-Plattform Kickstarter eingenommen hatte, die Plattform Bellingcat ins Leben. Kristyan Benedict, ein Kampagnen-Manager von Amnesty International, äußerte 2013 gegenüber dem New Yorker, dass viele Organisationen Analysten hätten, jedoch sei Higgins schneller als viele etablierte Rechercheteams.

## Organisation
Im Jahr 2019 hatte Bellingcat neben Higgins 16 Angestellte und 60 freie Mitarbeiter, im März 2021 waren es ca. 20 bezahlte Vollzeitstellen. Zudem gibt es eine große Zahl „Freiwilliger, die sich zum Teil regelmäßig und zum Teil sporadisch einbringen“. Der Hauptsitz befand sich ursprünglich in der englischen Stadt Leicester; seit 2018 ist der Sitz in Amsterdam mit einem zusätzlichen Büro in Berlin.

## Finanzierung
Bellingcat ist nach eigenen Angaben unabhängig; es startete als Graswurzelbewegung; ein Drittel seiner jährlichen Einnahmen von etwa 500.000 Euro (Stand 2021) erwirtschaftet es durch Seminare, zwei Drittel sind Spenden. Im Verlaufe seiner Tätigkeit wurde Bellingcat von verschiedenen Organisationen unterstützt, so von Stiftungen, welche sich für Gerechtigkeit und Nachhaltigkeit einsetzen, wie Porticus Amsterdam, Adessium (beide Niederlande), Auxilium (Schweiz) und der Stiftung von Sigrid Rausing, welche sich für Menschenrechte einsetzt, sowie von den Open Society Foundations von George Soros und vom National Endowment for Democracy (aus US-Bundeshaushalt finanziert). Weitere Finanzierungen kommen von Zuschüssen der Europäischen Union, von der niederländischen und schwedischen Postcode-Lotterie sowie über die Stiftung Civitates von der Europäischen Kulturstiftung.
Auf Bellingcats Website werden Finanzierungsquellen und Geldgeber offengelegt, nicht aber die Beträge einzelner Quellen. Zu den Finanzierungsquellen gehöre zum Beispiel nicht der US-Thinktank Atlantic Council, wie Higgins in einem Tweet erklärte, auch wenn er mit dem Atlantic Council kooperierte und dort Senior Fellow war.

## Rezeption
Der Schlüssel zur Glaubwürdigkeit von Bellingcat sei Transparenz, schrieb die NZZ im Jahr 2021; sowohl Finanzen als auch Vorgehensweise würden akribisch dokumentiert – auch wenn vorherzusehen sei, so Christo Grosew, dass dies einen Informationsweg für die Zukunft versperren könne wie im Fall Skripal. CBS schrieb, selbstverständlich leugne Russland alles; aber genau hier komme die Methode von Bellingcat ins Spiel, welche offen zugängliche Online-Daten und soziale Medien auswerte, um Desinformation zu entlarven. Grosew sagte an der gleichen Stelle auch, Russland werde vielleicht nie in einem Gerichtssaal Rechenschaft abgeben müssen, „aber die Arbeit traditioneller Journalisten und die wachsende Datenbank von Bellingcat überwältigten Putins Propaganda“ („There may be no accountability for Russia in a courtroom, but the work of traditional journalists and Bellingcat’s expanding database are overwhelming Putin’s propaganda“). Der Produzent der CBS-Sendung 60 Minutes, Henry Schuster, wies darauf hin, dass der Kreml zwar viele Kritiker habe, aber wenn Bellingcat etwas veröffentliche, reagiere der Kreml üblicherweise („the Kremlin usually responds“), selbst Präsident Putin persönlich hatte Bellingcat erwähnt und ihnen unterstellt, keine Recherchen zu betreiben, sondern eine „Fassade westlicher Geheimdienste“ zu sein. Gründer Eliot Higgins nennt Glaubwürdigkeit als entscheidendes Element für die Organisation.
Der lautstärkste Bellingcat-Kritiker sei, schrieb Luke Harding im Guardian, das Kreml-Fernsehen RT, weitere Verbreitung erhielte die „Community der Tatsachenleugner“ über sogenannte „alternative Medien“ („This evidence-denying community has some strange ideological allies (…) Their views are expressed on alternative media outlets and via government propaganda channels such as RT, the Kremlin’s TV wing – and Bellingcat’s most vocal critic.“) Higgins/Bellingcat würden „routinemäßig“ von der Alt-Right kritisiert und von der extremen Linken verachtet. Bellingcat werde vorgeworfen, auf der Seite westlicher Regierungen gegen die Regierungen von Syrien und Russland zu recherchieren. Im Falle Skripal suggerierte RT, das National Endowment würde zusammen mit „britischen Nachrichtendiensten“ und dem Atlantic Council die Prioritäten der Untersuchungen von Bellingcat sowie deren Schlussfolgerungen diktieren. Im Fall eines Giftgasangriffs auf die Stadt Douma in Syrien gab es unbelegte Vorwürfe angeblicher Falschinformation.
Solche Desinformations-Kampagnen könnten ohne Bellingcat sogar erfolgreich sein, damit Täter davonkämen, schrieben Hersman/Williams/Claeys 2022, Bellingcat habe jedoch diese falschen Whistleblower widerlegt und damit der offiziellen OPCW-Untersuchung den Rücken gestärkt.
Higgins erklärte, dass Menschen aus dem „alternativen Medien-Ökosystem“ Bellingcat wirklich hassten – aus der Vorstellung, Bellingcat sei ein Teil der „Drei-Buchstaben-Geheimdienste, welchem auch immer“. Der erhöhte Polizeischutz bei Veranstaltungen werde nicht unbedingt wegen einer Bedrohung durch Russland aufgezogen, sondern wegen dieser Gegner.

## Von Bellingcat untersuchte Fälle (Auswahl)

### Bürgerkrieg in Syrien
Vom Bürgerkrieg in Syrien speicherten die Freiwilligen von Bellingcat laut The Guardian 3,5 Millionen Datensätze, welche in Zukunft verwendet werden könnten, um Verbrechen zu untersuchen. Higgins’ erste Enthüllung 2013 war laut seiner Erzählung in einem Interview die Beobachtung des Auftauchens jugoslawischer Waffen in Syrien, welche offensichtlich durch Saudi-Arabien ins Bürgerkriegsland gelangt waren.

### MH17 und Krieg in der Ukraine

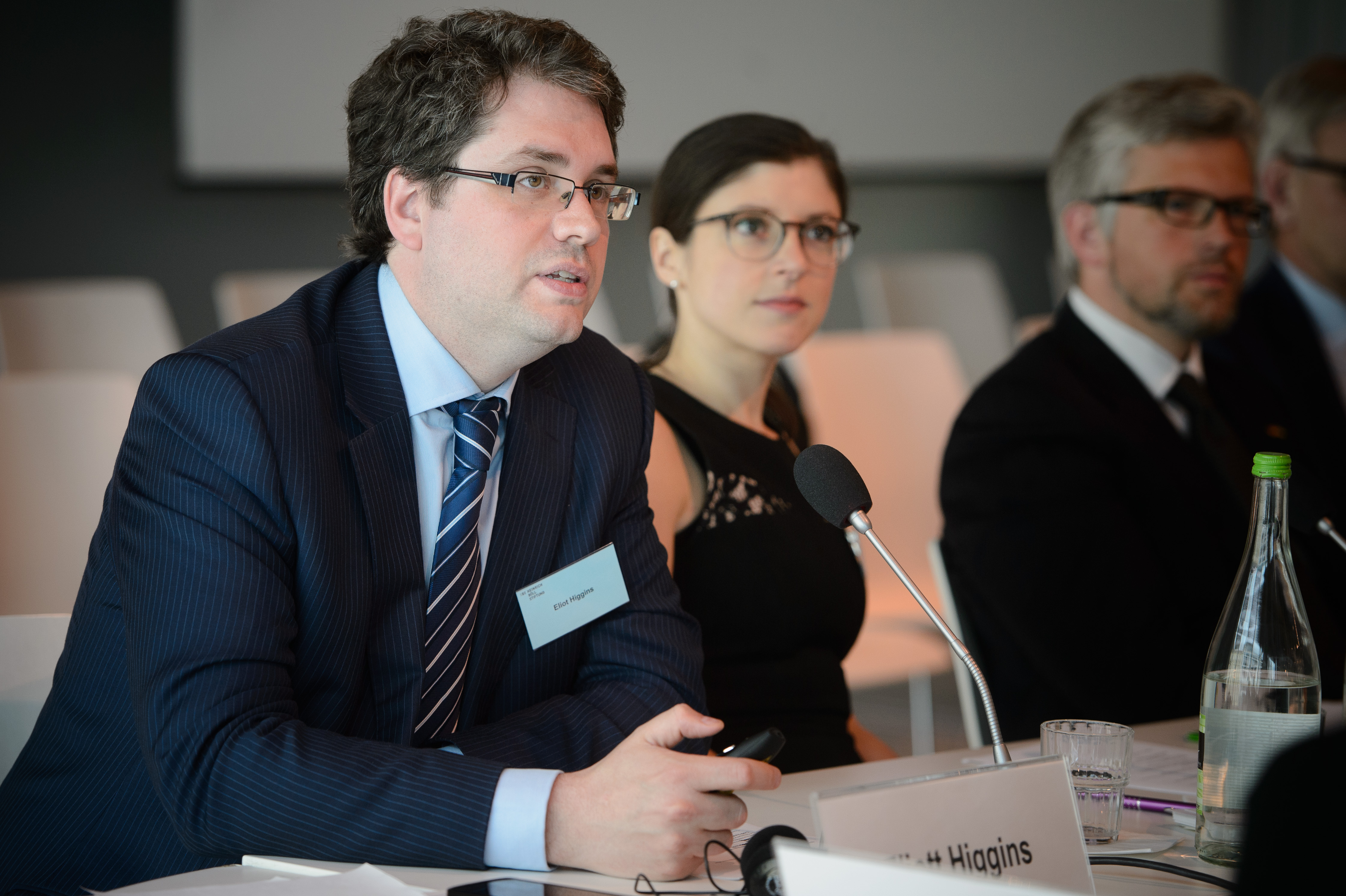
Higgins, Alina Polyakova (Atlantic Council Associate Director) und Andrij Melnyk (Botschafter der Ukraine in Deutschland) präsentieren ihre Studie Hiding in Plain Sight bei der Konferenz „Russische Desinformation im 21. Jahrhundert“ des Atlantic Council, des European Council on Foreign Relations und der Heinrich-Böll-Stiftung, 2015 Berlin.

Bellingcat sorgte mehrfach mit Recherchen zum Absturz des Passagierflugzeuges MH17 über der Ostukraine für Aufsehen. Die Gruppe hatte schon vor der gleichen Schlussfolgerung durch die offizielle Untersuchungskommission unter anderem durch Recherchen in Sozialen Medien nachgewiesen, dass ein Buk-Raketensystem einen Tag vor dem Absturz durch Russland in das von den Rebellen kontrollierte Gebiet und am Tag nach dem Absturz zurück nach Russland gebracht worden war. Laut Christo Grosew werde das in Russland erlassene Gesetz, welches russischen Soldaten verbietet, mobile Geräte während der Feindseligkeiten zu tragen, in Russland „Bellingcat-Gesetz“ genannt.
Im Mai 2015 veröffentlichte die Gruppe zudem einen Bericht, der belegen sollte, dass die von Russland vorgelegten Luftbilder mit ukrainischen Waffensystemen verändert worden seien und die Datierung nicht stimme. Viele Medien übernahmen die Darstellung von Bellingcat. Auf Kritik des Bildforensikers Jens Kriese im Spiegel vom 3. Juni 2015 und von der Analyseseite fotoforensics.com, die von Bellingcat verwendet worden war, reagierte Bellingcat mit dem Kauf von zusätzlichen Satellitenfotos der betreffenden Tage bei DigitalGlobe und gab an, beim Vergleich mit den MOD-Bildern Diskrepanzen gefunden zu haben, die belegen, dass die russischen Satellitenfotos nicht vom behaupteten Datum stammen können.
Im Dezember 2016 wurde ein Bericht von Bellingcat veröffentlicht, der den Einsatz von Artillerie der russischen Streitkräfte gegen ukrainische Ortschaften im Sommer 2014 analysiert.

### Russischer Überfall auf die Ukraine 2022
Im Zuge des Russischen Überfalls auf die Ukraine 2022 berichtete Bellingcat über eindeutige Beweise, wonach über zivilen Gebieten in der Ukraine Streumunition zum Einsatz gekommen sei. Berichte zu Vorkommnissen im Zuge der Kampfhandlungen werden in einer digitalen Karte dokumentiert.
Im Juli 2022 wurde „Bellingcat“ in Russland als „unerwünschte Organisation“ eingestuft.

### Fall Skripal
Bellingcat nahm seit September 2018 eine bedeutende Rolle bei der Identitätsfindung der beiden mutmaßlichen russischen Hauptverdächtigen ein, denen die Durchführung des Giftanschlags auf Sergei Skripal und dessen Tochter zur Last gelegt wird. Zusammen mit der russischen Internetzeitung The Insider recherchierte sie unter anderem, dass die Pässe der Tatverdächtigen im Jahr 2009 ausgestellt wurden, die zuvor in keiner Passdatenbank zu finden waren. Schließlich identifizierte Bellingcat beide Personen als Mitglieder des militärischen Geheimdienstes GRU. Darüber hinaus identifizierte laut Rechercheleiter Grosew das Team von Bellingcat weitere zwei Mitglieder des russischen Einsatzkommandos, von welchen die britischen Behörden nicht einmal gewusst hätten.

### Tiergartenmord Berlin
Auch beim Tiergartenmord von 2019 hatten Erkenntnisse von Bellingcat für die Ermittler eine Rolle gespielt. Zu den eigenen Untersuchungen sagte Christo Grosew 2021: „Wir haben mit Untersuchungsbehörden in den Niederlanden und Deutschland zusammengearbeitet, aber nie mit Geheimdiensten.“ Geheimdienste würden Informationen horten, anstatt sie weiterzugeben, zudem seien diese nicht überprüfbar, so Grosew gegenüber der NZZ. Transparenz sei aber „der Schlüssel zur Glaubwürdigkeit von Bellingcat“.

### Fall Nawalny
Auch im Fall des im August 2020 mit dem Nowitschok-Nervengift vergifteten Alexei Nawalny soll mit Hilfe von Bellingcat die Beteiligung von Mitarbeitern des russischen Geheimdiensts FSB nachgewiesen worden sein. Die Recherchen sollen außerdem belegen, dass der Anschlag Teil einer staatlichen Mordserie des russischen Regimes gegen Oppositionelle ist. Auch der Dichter Dmitri Bykow soll sich darunter befunden haben.

### Daniela Klette
Im Dezember 2023 fand ein Team des ARD-Podcasters und Investigativjournalisten Khesrau Behroz und des kanadischen Bellingcat-Journalisten Michael Colborne mithilfe des Gesichtserkennungsprogramms PimEyes Bilder von Frauen, die entweder die deutsche RAF-Terroristin Daniela Klette zeigten oder dieser stark ähnelten, und ein Capoeira-Studio Iêalembrasil in Berlin, in dem Klette wohl eine Zeit lang trainiert hatte.

## Dokumentarfilm
2018 erschien der Dokumentarfilm Bellingcat – Truth in a Post-Truth World von Hans Pool, der sich mit dem Fall Skripal und dem Absturz des Malaysia-Airlines-Flug 17 beschäftigt. Der Film gewann 2019 den International Emmy Award im Bereich Dokumentarfilm.

## Preise
2015 erhielten Higgins und Bellingcat den Sonderpreis des Hanns-Joachim-Friedrichs-Preises. 2017 erhielt Mitarbeiter Christiaan Triebert den European Press Prize Innovation Award für die detaillierte Rekonstruktion des Umsturzversuchs in der Türkei 2016 im Beitrag The Turkish Coup through the Eyes of its Plotters auf Bellingcat.
2019 erhielt Bellingcat gemeinsam mit der russischen Internetpublikation The Insider den Investigative Reporting Award des European Press Prize für die Identifikation der beiden Agenten des russischen Geheimdienstes, die verdächtigt werden, Julija und Sergei Skripal vergiftet zu haben. Mithilfe des Preisgeldes in Höhe von 500.000 € eröffnete Bellingcat ein neues Büro in Den Haag. Ebenfalls 2019 erhielten Bellingcat und das US-amerikanische Nachrichtennetzwerk Newsy den Scripps Howard Award für Innovationen im investigativen Journalismus im Bereich internationaler Konflikte.
2020 erhielt Bellingcat den Machiavelli-Preis für Qualitätsjournalismus der niederländischen Machiavelli-Stiftung.
Im Jahr 2024 wurde Bellingcat mit dem Olof-Palme-Preis ausgezeichnet.